# St.-Johannes-Kirche (Lübeck-Kücknitz)

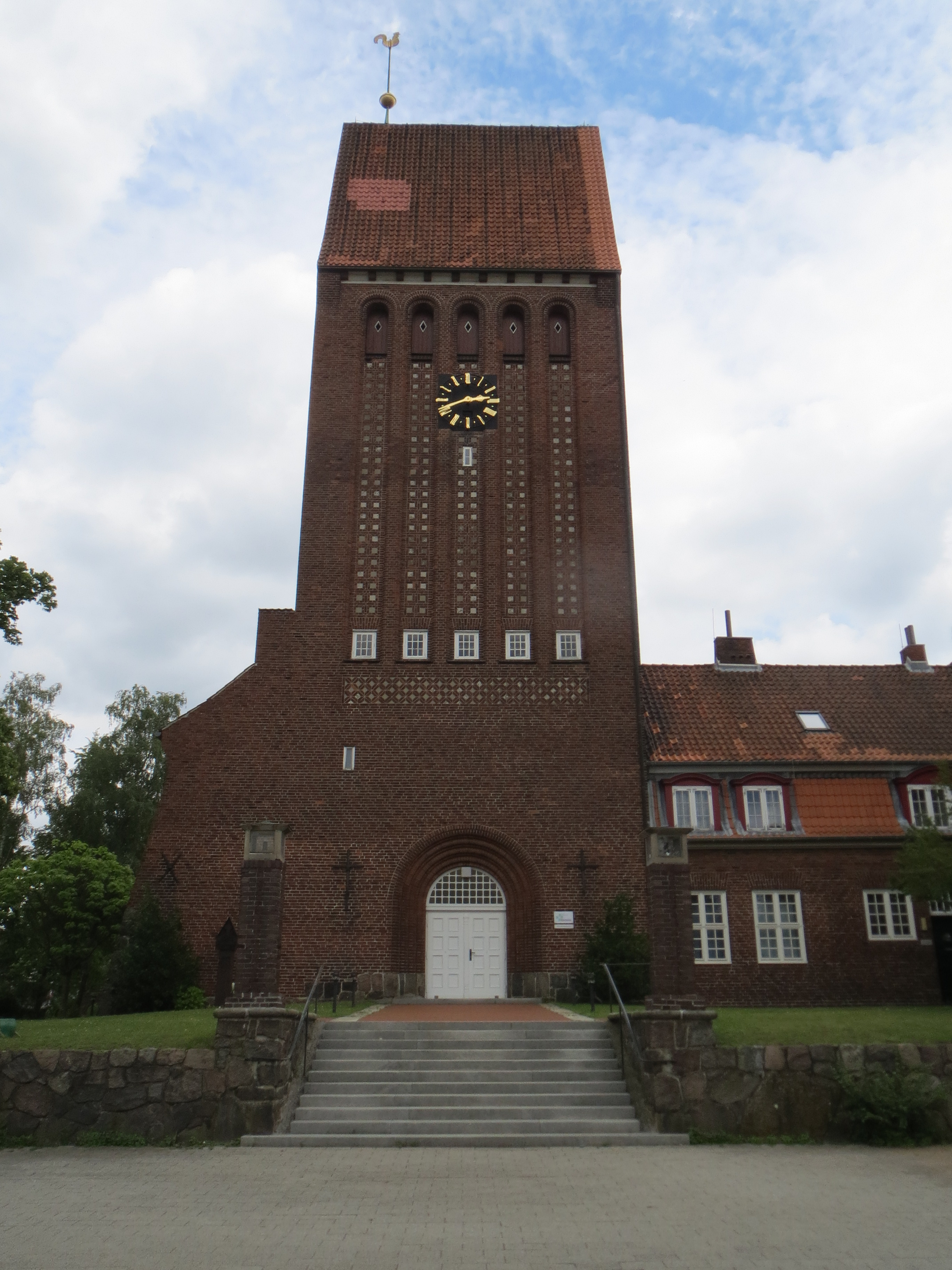
Turm der St.-Johannes-Kirche

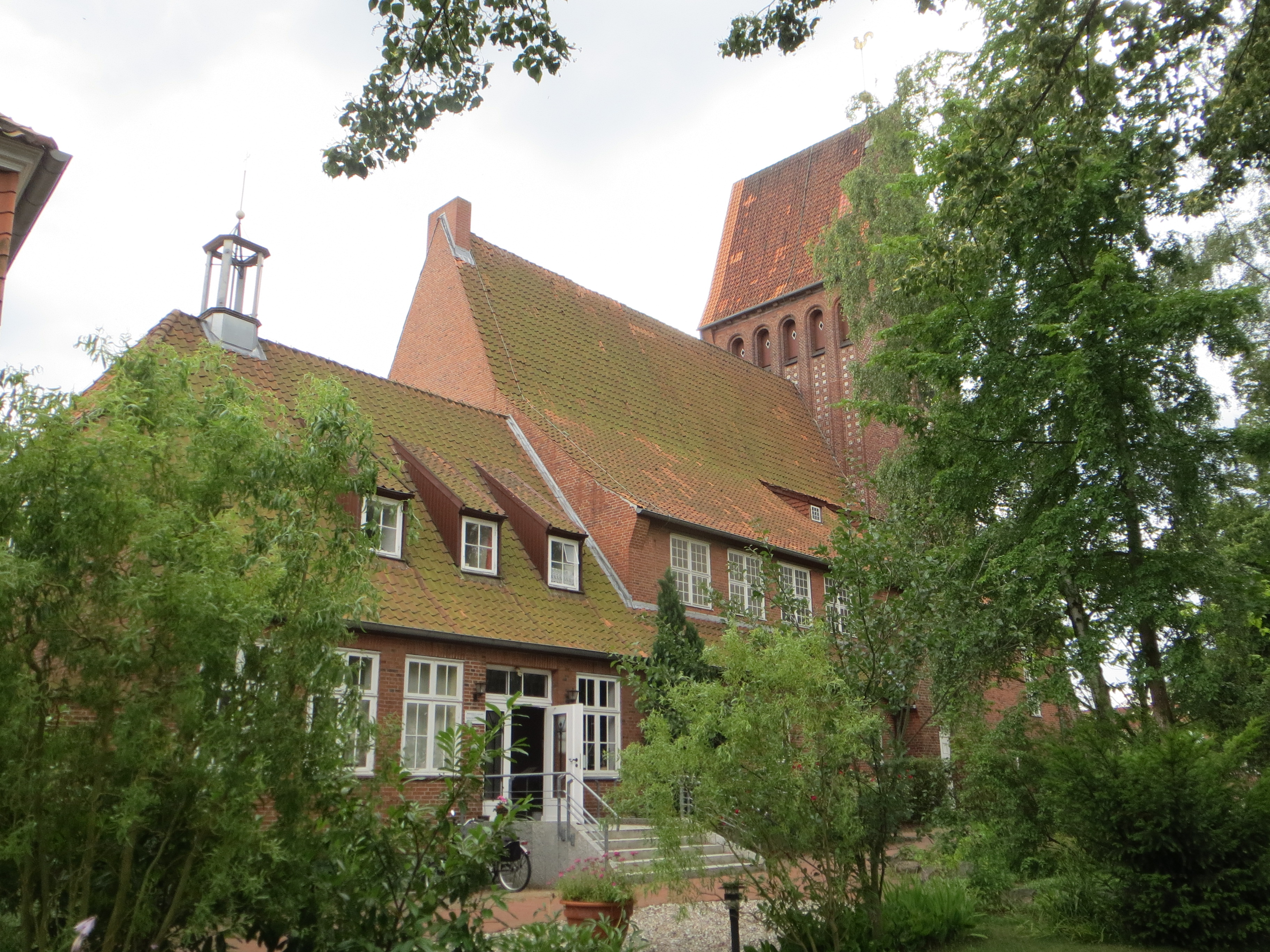
St.-Johannes-Kirche

Die St.-Johannes-Kirche ist ein evangelisch-lutherisches Kirchengebäude in Kücknitz, einer Gemeinde, die am 1. April 1913 eingemeindet wurde und seitdem eine Vorstadt Lübecks ist.

## Geschichte
Planungen für zwei Kirchengebäude in Kücknitz, eine katholische Kirche, die St. Joseph-Kirche, und eine evangelische Kirche, die St.-Johannes-Kirche, haben recht schnell nach der Gründung des Hochofenwerkes in Herrenwyk, einem Ortsteil von Lübeck im Stadtteil Kücknitz, begonnen. Der Lübecker Architekt Carl Mühlenpfordt erhielt den Auftrag, die evangelische St.-Johannes-Kirche, zu der auch ein Pastorat gehört und die mit einem Schulkomplex verbunden wurde, zu errichten. Mühlenpfordt legte einen Entwurf in der damals beliebten Heimatschutzarchitektur vor. Die Grundsteinlegung von St. Johannes erfolgte am 26. November 1909. Ein Jahr später am 27. November 1910 (am 1. Advent) wurde die Kirche eingeweiht. Das St.-Annen-Museum überließ der Kirchengemeinde einen mittelalterlichen Kruzifix, der ursprünglich vermutlich zu einem Triumphkreuz der Lübecker Jakobikirche gehörte. Auch Altarbilder, Kronleuchter und Abendmahlgeschirr wurden geschenkt. Erster und das Gemeindeleben bis 1945 prägender Pastor wurde Kurt Ziesenitz.
1955/1956 wurde das Kirchenschiff um sieben Meter verlängert, so dass es nunmehr direkt an das kurz zuvor errichtete Gemeindehaus angrenzt. Auf der Südseite entstanden dabei drei weitere Rundbogenfenster, zuvor waren es bereits zwei. Zusätzlich entstand ein auf der Spitze stehendes Dreieckfenster, das sich unterhalb der flachen Holzbalkendecke an der Altarwand befand. Jedoch wurde es bald wieder geschlossen und ist nur noch von außen erkennbar. Auch eine Sakristei wurde im Nordwesten unter der verlängerten Empore eingerichtet.
Bei einer Umgestaltung im Jahr 1971 wurde eine rote Ziegelwand, an der ein Kreuz aufgehängt ist, vor die Altarwand eingezogen. In diesem Zusammenhang wurde der mittelalterliche Kruzifix dem Museum zurückgegeben und durch ein jüngeres von etwa 1500 ersetzt. Es wurde ein neuer Altartisch, ein neues Lesepult und eine neue Kanzel angeschafft, ein neuer kugelförmiger Beleuchtungskörper aufgehängt und der Fußboden mit Nadelfilzbelag versehen. Für eine größere Sakristei und einen Noten- und Abstellraum wurde Raum geschaffen, indem man die Seitenempore von Osten her einkürzte.
Derzeit (2024) wird der Innenraum wieder umgestaltet. Die meisten Änderungen der 1970er Jahre werden rückgängig gemacht und auch die ursprüngliche Farbfassung der Empore wiederhergestellt. Die Wiedereröffnung ist für das Frühjahr 2025 geplant.

## Architektur
Vom Kirchplatz dominiert den Blick ein trutziger Turm. Der Haupteingang wird in der Turmfassade durch ein Rundbogenportal gebildet, erreichbar ist er über eine große Freitreppe vom Kirchplatz aus. Das Kirchenschiff dahinter ist im Vergleich zum massigen Turm eher bescheiden.

## Ausstattung
Zur Ausstattung gehört außer dem mittelalterlichen Altarkreuz, Altartisch, Kanzel und Lesepult das auf einem dreibeinigen Stahlfuß stehende Taufbecken, das 1960 bei der Firma Oehlschlaeger von der Metallhütte in Auftrag gegeben wurde. Unterhalb des Fensters an der Südwand gibt es einen Bilderzyklus zum Johannes-Evangelium, er wurde 1988 von Uwe Beckmann geschaffen. Eine Eisenskulptur von einem Schmelzer mit dem Spitznamen „Der heilige Eisenius“ befindet sich seit 1984 in der Kirche.

## Orgel

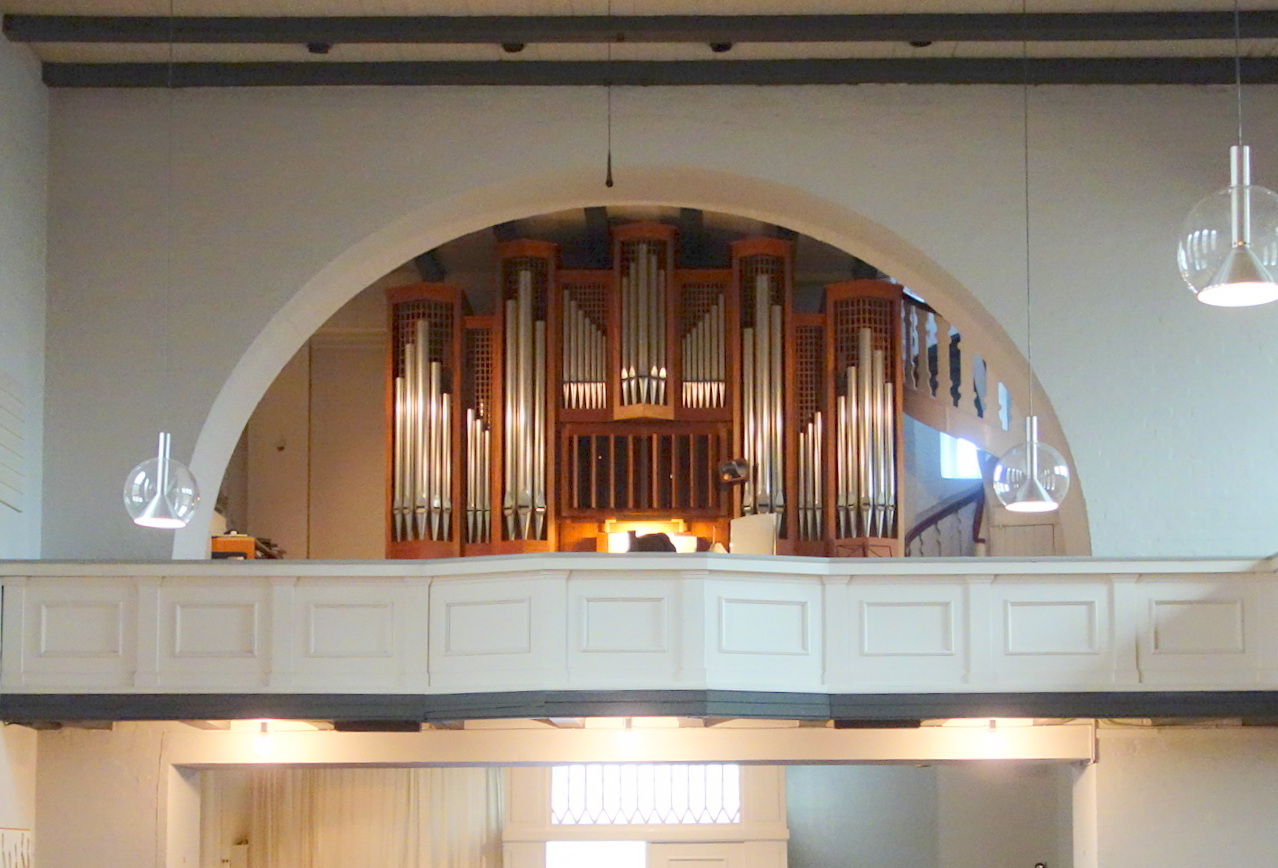
Hauptorgel

Die erste Orgel der Kirche war eine zweimanualige Orgel der Firma Kemper aus Lübeck. Sie stand auf der Empore und die kirchenmusikalischen Anforderungen erfüllte sie zunehmend schlechter. Deshalb schaffte man 1977 eine neue Orgel mit 22 Registern von der Firma Detlef Kleuker aus Brackwede an. Sie wurde am 2. Advent 1977 eingeweiht und ist ebenfalls zweimanualig.
| I Hauptwerk |                   |      |
| 1.          | Prinzipal         | 8′   |
| 2.          | Rohrflöte         | 8′   |
| 3.          | Oktave            | 4′   |
| 4.          | Offenflöte        | 4′   |
| 5.          | Quinte            | 2 ⅔′ |
| 6.          | Gemshorn          | 2′   |
| 7.          | Mixtur IV-V       |      |
| 8.          | Gedeckte Trompete | 8′   |

| II Schwellwerk |              |      |
| 9.             | Holzgedackt  | 8′   |
| 10.            | Quintade     | 8′   |
| 11.            | Blockflöte   | 4′   |
| 12.            | Prinzipal    | 2′   |
| 13.            | Sifflöte     | 1 ⅓′ |
| 14.            | Sesquialtera | 2′   |
| 15.            | Scharff      | 3′   |
| 16.            | Krummhorn    | 8′   |

| Pedal |              |     |
| 17.   | Subbass      | 16′ |
| 18.   | Prinzipal    | 8′  |
| 19.   | Holzgedackt  | 8′  |
| 20.   | Choralbass   | 4′  |
| 21.   | Rauschpfeife | 4′  |
| 22.   | Fagott       | 16′ |

- Koppeln: II/I, I/P, II/P
- Spielhilfen: 2 freie Kombinationen, Pleno, Zungenabsteller, Handregister, Auslöser, Schweller

## Glocken
Im Turm befinden sich drei Glocken. Die Dominica-Glocke mit den Schlagton cis2 stammt aus der Erbauungszeit der Kirche, sie hat beide Weltkriege überstanden. Die Evangelica-Glocke wurde 1950 von Friedrich Wilhelm Schilling in Heidelberg neugegossen und erklingt im Ton a1. Seit 2006 befinden sich im Turm drei Glocken, die neuste Glocke wurde im Dezember 2006 bei der Glockengießerei Bachert in Karlsruhe gegossen und hat den Schlagton e1. Das Geläut erklingt in e1–a1–cis2.

## Gemeinde
Die Feierlichkeiten zum 25-jährigen Bestehen der Kirchengemeinde im Jahre 1933 wurde von der NSDAP genutzt, um den Kirchplatz in Schlageter-Platz umzubenennen und dort ein entsprechendes Denkmal zu errichten. Die Weiherede des Denkmals wurde von Beckemeier, Pastor an der Petrikirche, gehalten.
Da der Stadtteil Kücknitz durch den Zustrom von Flüchtlingen nach dem Zweiten Weltkrieg schnell wuchs, wurde 1948 eine zweite Pfarrstelle eingerichtet. 1951 wurde die St.-Michael-Gemeinde im Ortsteil Rangenberg/Siems ausgegliedert. 1965 wurde auch die Dreifaltigkeitsgemeinde im Ortsteil Roter Hahn selbständig. Im selben Jahr wurde die Pauluskapelle in Dänischburg errichtet.
Nach Schließung des Hochofenwerks schrumpfte die Bevölkerung. Zudem nahm der Anteil der Evangelischen an der Bevölkerung stark ab. 1998 fusionierte daher die St.-Johannes-Gemeinde mit der Gemeinde der Dreifaltigkeitskirche zur evangelisch-lutherischen Kirchengemeinde Kücknitz. Die unter Denkmalschutz stehende St.-Michael-Kirche wurde 2008 säkularisiert und beherbergt seit 2009 eine Kerzenmanufaktur.